# Helladia plasoni
Helladia plasoni là một loài bọ cánh cứng trong họ Cerambycidae.